# Jav, Prav in Nav
Jav, Prav in Nav so v ruskem rodnoverju trije svetovi, kjer je bil Jav snovni svet, Nav nesnovni, Prav pa so bili zakoni, ki so ju urejali.
Opisani so v Velesovi knjigi. Jav je snovni svet, v katerem živimo, vendar so tudi bogovi del Java. Jav je prepleten z Navom. Nav je nematerialni svet, svet mrtvih. Zvezde, ki so duše umrlih, prav tako pa tudi Svarga in Irij, so deli Nava. Prav je Svarogov zakon in vzpostavlja ravnotežje med Javom in Navom. Podobna današnja načela so zakoni fizike, le da obstaja ena velika razlika. Zakon, ki pravi, da kamen pade na tla, če ga spustimo, je več kot le dejstvo opazovanja: prav je, dobro in pravično, da kamni padejo na tla, kadar jih spustimo.
Jav, Prav in Nav ne obstajajo v slovanski mitologiji ali tradicionalni ljudski folklori. 